# 小川朋弘
小川 朋弘（おがわ ともひろ、1982年 - ）は、ラグビーユニオンのレフリー（審判員）。2021年現在、日本協会A級公認レフリーを務めている。

## プロフィール
- 熊本県本渡市出身。
- 選手時代のポジションはスタンドオフ(SO)。
- 消防士を務めている[3]。
- 父もラグビーユニオンのレフリーだった。

## 略歴
小学3年生からラグビーを始めた。
九州学院高等学校を卒業後、熊本市の消防士となり、そのかたわらレフリーになる。